# Vladimirixena subvittata
Vladimirixena subvittata is een keversoort uit de familie Belidae. De wetenschappelijke naam van de soort is voor het eerst geldig gepubliceerd in 1874 door Pascoe.